# فرزاد رستمی
فرزاد رستمی (زاده ‎۱۴ اردیبهشت ۱۳۷۰ در کازرون) هندبالیست ملی‌پوش ایرانی است. رستمی عضو تیم هندبال فرازبام خائیز دهدشت است. وی سابقه حضور در تیم‌های پتروشیمی کازرون، نفت و گاز گچساران و منیزیم فردوس را دارد.